# Séreilhac
Séreilhac (Cerelhac em occitano) é uma comuna francesa na região administrativa da Nova Aquitânia, no departamento de Alto Vienne. Estende-se por uma área de 38,63 km². Em 2010 a comuna tinha 2 013 habitantes (densidade: 52,1 hab./km²). O município está localizado em Occitânia.